# 원질서
원질서(original order, 原來順序, 原秩序)는 기록 생산자가 구축한 기록의 조직 방식과 순서를 말한다.